# 杵屋彌十郎
杵屋 彌十郎（きねや やじゅうろう）は、長唄三味線方の名跡。しかし、少なくとも9代目以降は長唄唄方の名跡となっている。代々彌十郎派家元を名乗る。

## 初代
（生没年不詳）俳号は扇頂。
初代杵屋新右衛門門弟で彌七から1748年冬に彌十郎となった。1760年より名を見ず。

## 2代目
（寛延2年（1749年）？ - 享和3年4月1日（1803年5月21日））俳号は扇子。
初代彌十郎まはた初代杵屋正次郎の門弟。1768年11月に江戸森田座顔見世番付に初めて名を見る。1779年に市村座で初めて大薩摩のタテを弾く。1781年11月に森田座でタテ三味線となる。初代杵屋巳太郎が1783年11月に市村座で2代目彌十郎を襲名。1802年11月に市村座が名を見る最後。
作曲に「八朔梅月の霜月」「東歌」「五大力」がある。

## 3代目
（明和元年（1736年） - 天保7年（1836年））本名は松本勇次郎。
赤坂自身番勤務の武士。1777年に森田座顔見世番付に名を見る。翌年杵屋勇次郎となる。1783年に初代巳太郎が2代目杵屋彌十郎を継いだので乞われて2代目杵屋巳太郎を襲名。後暫く芝居を離れ門弟の育成に努め、1801年に再び市村座に戻り、1807年にタテ三味線となる。1823年に河原崎座にて3代目杵屋彌十郎を継ぐ。1836年に芝居を去り間もなく歿す。74歳と伝えられている。
作曲に「夢結縁草戸」「はやし獅子」がある。

## 4代目
（文化13年（1816年） - 明治11年（1878年）7月11日）
2代目杵屋新右衛門と同じ。
堀田原の今藤長才の婿養子の岡安喜美三郎が4代目弥十郎となった。しかし間もなく養家を出て2代目杵屋新右衛門と改めた。後に子交と改めた。
伝承されている曲⇒操三番叟。小団次傾城。
（但し、「操三番叟」に付いては、正に本稿「彌十郎派」の初世・杵屋彌之介＜10代目彌十郎の父＞が発案・編纂した長唄研究稽古本に、
「5代目」が作曲したと明示。）

## 5代目
（天保11年（1840年） - 明治6年（1873年）1月1日）本姓は岩谷氏。
4代目杵屋六三郎家の養子で3代目杵屋長次郎を襲名。後に六三郎家と離縁となり、彌吉を経て1865年に5代目彌十郎を襲名。
大薩摩の三味線に妙を得た。糸の太くなったのはこの人から。大薩摩名　大薩摩浄賀。伝承されている曲⇒雪の傾城。六つの花。軒すだれ。
上記の「4代目」の項で、4代目が作曲したと伝承される「操三番叟」に付いては、
正に本稿「彌十郎派」に連なる杵屋彌之介＜10代目彌十郎の父＞が発案・編著した長唄研究稽古本に「5代目」が作曲したと明示。
従って、これを以て、「4代目」の項における「操三番叟」に関する記事は誤りと言える。

## 6代目
（安政元年（1854年） - 明治30年（1897年）5月13日）
5代目彌十郎の門下で彌曽太郎から初代杵屋六四郎の娘さくのむこ養子となり、2代目六四郎を襲名。1883年に6代目彌十郎（本人は8代目）を襲名。
孫が9代目彌十郎。
伝承されている曲⇒皇代の春。老楽。

## 7代目と8代目
6代目が8代目として襲名したために7代目、8代目は存在しないとされる。

## 9代目
（明治42年（1909年）4月18日 - 平成8年（1996年））本名は丹羽善之助。
6代目彌十郎の孫で1916年の6歳の時から4代目吉住小三郎の門下、1919年に立教中学に入学後3代目杵屋六四郎の門下で吉住小六郎。1924年10月第233回研精会「志賀山三番叟」初出演。1929年に召集。1936年7月従来の因習打破を主眼として稀音家六治（後の山田抄太郎）と「邦楽研究会」を結成同11月、第1回演奏会を開催。研精会は330回演奏会で退会。長唄オペラや新形式の演奏を試みた。ニットーレコードより現在のカラオケ式のレコード作製、片面が三味線のみ片面が唄と三味線の演奏といった形であった。山田とは意見の相違から別離。1936年に5月に9代目彌十郎を襲名。1938年に再召集。戦後長唄の復興に尽力。1954年にアメリカへ渡る。日本の芸術、伝統音楽を紹介、普及に努力。1983年に帰国。演奏、録音、放送、教授等に活躍。1990年2月冬樹社より「去り来る花」を出版。7代目ではないかの問いに、6代目といわれていた先代が8代目と唄本等に書いていたのでそれに従って自分は9代目としたとの回答であった。
1993年に松尾芸能賞特別賞受賞。

## 10代目
（昭和12年（1937年）2月15日 - ）本名は青柳晴彦
青柳譜の発案者でもある初代杵屋彌之介の実子で5歳から修行に励み1960年に彌太郎。父の初代の1周忌の1972年に2代目彌之介を襲名。1998年に10代目彌十郎を襲名。2023年、旭日双光章受章。